# Myolepta africana
Myolepta africana är en tvåvingeart som beskrevs av Thompson 1974. Myolepta africana ingår i släktet parkblomflugor, och familjen blomflugor.
Artens utbredningsområde är Kongo. Inga underarter finns listade i Catalogue of Life.